# Cornelius Hazart
Cornelius Hazart (Oudenaarde, 28 oktober 1617 – Antwerpen, 25 oktober 1690), ook bekend als Cornelis Hasart of Cornelius Hasaert, was een jezuïet, orator en polemisch geschiedschrijver. Hij verzette zich heel zijn leven tegen het protestantisme.

## Leven
Hazart werd geboren in Oudenaarde in het Graafschap Vlaanderen. Op 24 september 1634 trad hij toe tot de jezuïetenorde. Hij werd tot priester gewijd in Leuven op 6 april 1647, waar hij toen al de reputatie van perfectus orator verkregen had. Op 1 november 1651 legde hij zijn geloften af.
Tijdens een periode van 36 jaar gaf hij openbare preken. Een tijdlang deed hij dit in Duinkerke en Brussel, en uiteindelijk permanent in Antwerpen, waar hij in 1690 overleed.
Naast het priesterschap heeft Cornelius Hazart bijna zijn hele leven gewijd aan de strijd tegen de calvinisten in de Lage Landen. Uit zijn publicatie Epistola ad Langravium Hassiæ-Rheinfeldtium blijkt dat hij ook in Duitsland actief was. In de Jezuïetenkerk in Antwerpen gaf hij een reeks preken over controversiële vraagstukken. Sommige van die preken hield hij op de Grote Markt, waar ook Calvinisten bij aanwezig waren. Veel van zijn polemieken werden uitgegeven.

## Werk

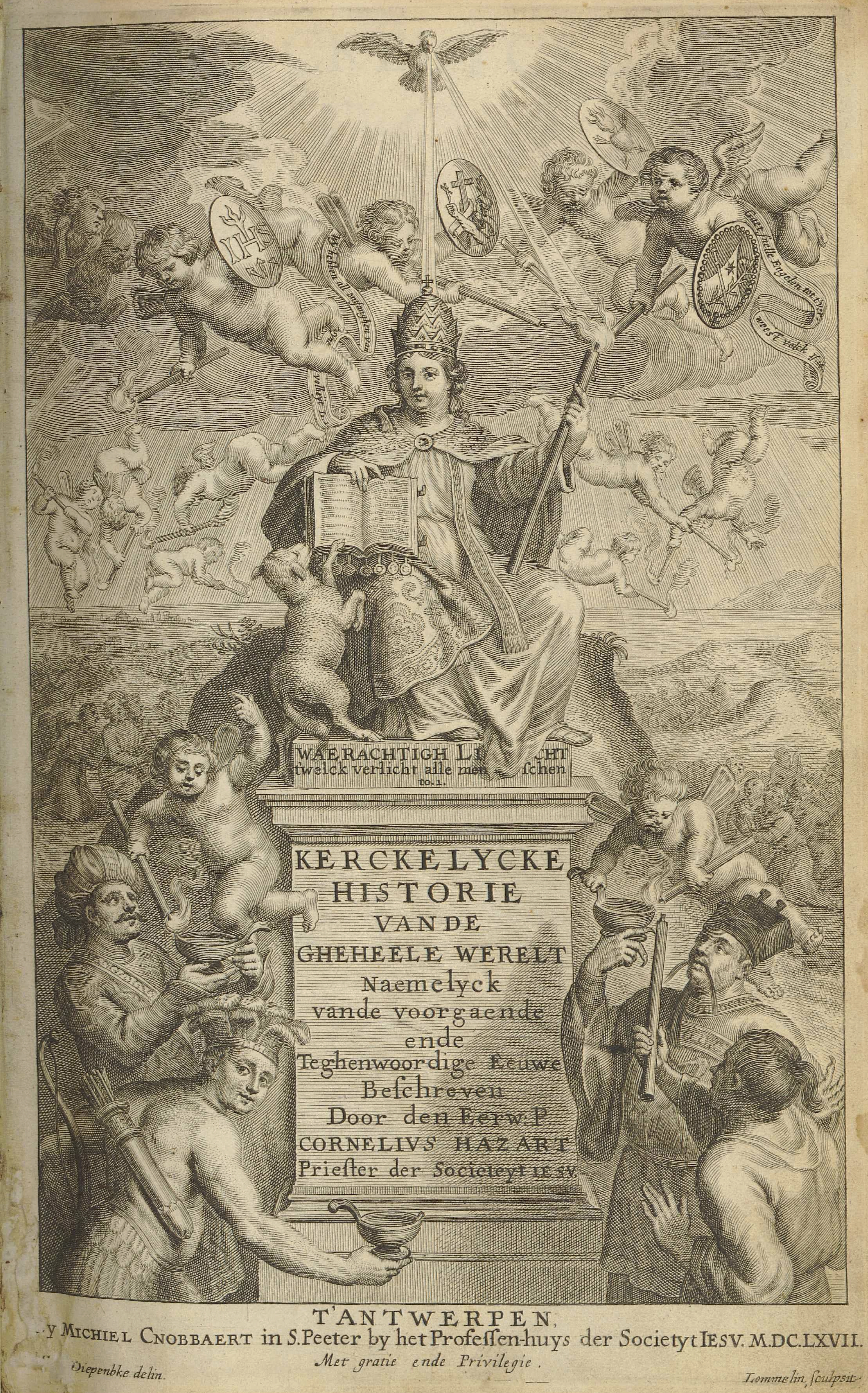
Frontispice van Kerckelycke historie vande gheheele wereldt (1667-71).

In de Jezuïetenbibliografie van Carlos Sommervogel worden bijna 90 publicaties van de hand van Hazart opgesomd, de meesten ervan in het Nederlands. Al zijn geschriften zijn apologetisch en polemisch van karakter. Ze gaan over controversiële vraagstukken: de Heilige Mis, de Werkelijke Tegenwoordigheid, voorspraak van de heiligen, de kracht van goede werken, de oorbiecht, de ziekenzalving, het vagevuur, idoolverering, de pauselijke onfeilbaarheid en de Romeinse Catechismus.
Het populairste werk van Hazart was ongetwijfeld zijn Kerkelijke Historie van de geeheele wereldt in vier delen (Antwerpen, 1667–71). Dit was een rijk geïllustreerd boek, geschreven in de volkstaal, voornamelijk over Bijbelse geschiedenis en de geschiedenis van de Kerk. Daarnaast kwamen er ook ontdekkingsreizen en missies in aan bod. Het boek groeide uit tot een standaardwerk voor een breed publiek, werd vertaald naar het Hoogduits en aangevuld door andere jezuïeten, onder de titel Kirchengeschichte, das ist katholiches Christendum, durch die ganze Welt verbreitet.
Veel geschriften van Hazart, zoals zijn Triomph de pausen van Roomen, lokten vele reacties en een uitvoerige tegenliteratuur uit.